# Gasburg
Gasburg – jednostka osadnicza w Stanach Zjednoczonych, w stanie Wirginia, w hrabstwie Brunswick.